# آنتین
آنتین (انگلیسی: Antin) شرکت خدمات مالی و سرمایه‌گذاری بریتانیایی است، که در سال ۲۰۰۷ تأسیس شد.